# غلامعلی رجایی
غلامعلی رجایی (متولد ۱۳۳۶ در دزفول) سیاستمدار و استاد دانشگاه ایرانی است. او مشاور اکبر هاشمی رفسنجانی بود. رجایی در انتخابات شوراهای اسلامی شهر و روستا (۱۳۹۶) نامزد و تأیید صلاحیت شد. وی مشاور رسانه‌ای شهردار وقت تهران یعنی پیروز حناچی بود. رجایی سابقه تدريس در دانشگاه تهران و دانشگاه آزاد اسلامی واحد دماوند را در مقاطع كارشناسی و كارشناسی ارشد را در کارنامه خود دارد. وی همچنین سابقه فعالیت های مطبوعاتی و کار رسانه ای دارد و بیش از ۳۰۰ مقاله در رسانه های عمومی و مجلات تخصصی علمی و پژوهشی منتشر کرده است.